# Music in My Life
『Music in My Life』（ミュージック・イン・マイ・ライフ）は、2006年12月13日にリリースした韓国人歌手・Kの、日本で2枚目のアルバム。

## 収録曲
1. Music in My Life
2. ファースト・クリスマス
  - 7th シングル A面
  - 東宝系映画『7月24日通りのクリスマス』主題歌
3. Again feat.黒沢 薫(ゴスペラーズ)
4. Together Forever 〜album version〜
5. Brand New Map
  - 6th シングル A面
6. Thirsty
7. Last Love
8. Stay Right Here
9. 朝の光、風の匂い
10. The Day
  - 5th シングル A面
11. Blue
12. 星の想い

## カバー
- BREATHEがシングル「So High」のカップリングで「Music in My Life」をカバーした。